# Richard Talbot Snowden-Smith
Richard Talbot Snowden-Smith, britanski general, * 23. april 1887, † 14. avgust 1951.